# HL Тельця
HL Тельця (лат. HL Tauri) — молода зірка, оточена пиловим диском. Вона розташована в сузір'ї Тельця (Taurus), неподалік від скупчень Плеяди і Гіади. Розташована зірка приблизно в 450 св. років (140 парсек) від Землі. Світність і ефективна температура HL Тельця показує, що його вік зірки становить менше 100000 років. Це помаранчева змінна зірка спектрального класу К.
Астрофізиками з Європейської південної обсерваторії за допомогою комплексу найпотужніших Атакамських радіотелескопів ALMA була зроблена фотографія, на якій зображено процес формування цієї зоряної системи з протопланетного диска. Як відзначають вчені, протопланетний диск був виявлений в рамках дослідження молодих зірок в певній ділянці сузір'я, однією з таких зірок була HL Tauri (вона ж HL Тельця). Фотографія вийшла напрочуд детальною і якісною. На ній чітко видно досить дрібні деталі аккреціонного протопланетного диску, головні серед яких:
- ще досить щільні концентричні кола, наповнені газом, пилом та більшими частками, що залишилися ще з протозоряної хмари;
- кільця поділяють досить широкі темні смуги — це так звані прогалини, вони є прямим доказом того, що ці ділянки були розчищені гравітаційним тяжінням великих об'єктів, що рухаються по кругових орбітах — протопланетами.

Провівши аналіз емісійних ліній, вчені з інституту Сент-Андруса в Шотландії дійсно підтвердили факт присутності протопланет, причому як відносно невеликих силікатних, так і досить великих газових. Найбільший інтерес наукового співтовариства викликало виявлення в настільки молодої системи практично повністю сформованої екзопланети, газового гіганта HL Тельця b. Вона в 14 разів більша за Юпітер і обертається по орбіті на відстані 9 млрд км від зорі. Судячи з підрахунків вік HL Тельця b не більше 2000 років. Раніше вважалося, що на формування планет йде в десятки разів більше часу. Сам протопланетний диск також значно більш розвинений, ніж передбачалося в теорії.